# Generaals voor de Vrede
De organisatie Generaals voor de Vrede was een vereniging, bestaande uit oud NAVO-generaals, die in het begin van de jaren tachtig afstand namen van de strategie van de NAVO en zich aansloten bij de vredesbeweging. Bekende leden van deze organisatie waren de Duitse generaal Gert Bastian, parlementslid van Die Grünen en de Nederlandse generaal Chiel von Meyenfeldt, die actief werd in de Nederlandse vredesbeweging en de Evangelische Volkspartij.
De organisatie Generaals voor de Vrede kwam tot stand door toedoen van Gerhard Kade, een docent aan de Universiteit Hamburg die werkte voor de Oost-Duitse geheime dienst, de Stasi. De Stasi streefde er in die tijd naar de vredesbeweging in een anti-Amerikaanse richting te beïnvloeden, door protestacties specifiek op de Amerikaanse bewapening te richten.
De Generaals voor de Vrede werden door de Duitse Democratische Republiek (DDR) ondersteund, in het bijzonder door haar staatsveiligheidsdienst, de Stasi. Markus Wolf, belast met de buitenlandse spionageafdeling van de Stasi, verklaarde dat er een jaarlijkse ondersteuning van 100.000 DM betaald werd via het Institut für Politik und Wirtschaft. De ondersteuning ging zo ver dat ook toespraken van Gert Bastian door de Stasi waren opgesteld. In 1986 bezocht de Nederlandse generaal Von Meyenfeldt Oost-Berlijn, om daar mee te werken aan een propagandafilm over de Friedensgeneräle. In datzelfde jaar kreeg hij ook de vredesmedaille van de DDR opgespeld.
Na de Duitse hereniging werd de rol van de Oost-Duitse geheime dienst bij deze organisatie bekend door verklaringen van de oud-Stasi-chef Markus Wolf.